# 河野真弓
河野 真弓（かわの まゆみ、1982年〈昭和57年〉10月2日 - ）は、日本のチョークアーティスト。東京都出身。

## 経歴
高校時代から一人暮らしを始め、アルバイト生活を送る。高校は進学校だったが、漠然と「広告とかいいな」と考えグラフィック系専門学校に進学。
2008年に結婚。結婚式の準備の一つとして披露宴のウェルカムボードを自作する際にチョークアートと出会う。「看板として実用的かつインストラクターにもなれるから子育て中でもできそう」と考え、日本とオーストラリアで本格的に学び、日本では講師資格も持つに至る。更に学校等で使われるチョークを使った技法を独学で学ぶ。
2009年
- 身近な知り合いの店舗の看板やウェディングボードの制作から本格的な活動を始める[4][6]。

2010年
- 第12回『ペイントクラフト賞』ホルベイン賞 受賞[7]

2011年
- 第13回『ペイントクラフト賞』準グランプリ 受賞[8]

2016年
- 3月　WOWOW 映画『もしも建物が話せたら』公開記念 チョークアート展 展示[9]
- 4月　町田TWINS『TWINS TOUCH the ART PROJECT 2016 GW CHALK ART JOURNEY 』 参加[10]

2017年
- 10月　日本テレビ ドラマ『先に生まれただけの僕』メインビジュアル担当[11]
- 10月　新宿プロムナード 『先に生まれただけの僕』 ライブペイント[12]。

2018年
- 3月　AnimeJapan 2018 読売テレビブースにて アニメ『僕のヒーローアカデミア』展示、ライブペイント[13][14]
- 4月　JR秋葉原駅構内『僕のヒーローアカデミア』 ライブペイント[15]
- 9月　映画『初恋スケッチ ～まいっちんぐマチコ先生～』チョークアート制作[16]

2019年
- 2月　dTV『キスマイどきどきーん』チョークアート 展示[17]
- 3月　愛知トヨタ 『SKE48』チョークアート 制作[18][19]
- 3月　JRA『大阪杯』チョークアート 制作[20]
- 4月　JRA『桜花賞』チョークアート 制作[20]
- 5月　アニメ『名探偵コナン』 リアル脱出ゲーム『紺青の美術館(クルージングミュージアム)からの脱出』チョークアート制作[21]
- 12月　日テレホール『最後のスター・ウォーズ展』チョークアート制作[22][23][24][25][注釈 2]

2020年
- 4月　横浜高島屋『横浜DeNAベイスターズ』チョークアート 展示[26]

2021年
- 3月　スクウェア・エニックス CM『ドラゴンクエストX』 チョークアート担当[22][27]
- 3月　SoftBank CM『学割HERO'S 「スマホPTA編」』チョークアート制作[28]
- 4月　アトレ大森『おおもりSpring2021:コモリテラス』チョークアート展示[29]

2022年
- 10月　JR横浜タワー『ミナトノ芸術交差展』展示[30]
- 11月　あじさいプラザ『河野真弓展 チョークアートでめぐる世界旅行』展示[31]
- 11月　JRA『シオドメケイバパーク』ライブペイント[32]

2023年
- 3月　株式会社セガ『黒板アート』制作[33][34]
- 4月　BS11 アニメ『リコリス・リコイル』MV風映像 黒板アート制作[35]
- 6月　BS11 『ラジオでもはたらく魔王さま！！配信イベント』ライブペイント[36][37][38]
- 8月　横浜市 『中学校給食ブランドメッセージ』黒板アート制作[39]
- 11月　JRA『シオドメケイバパーク』ライブペイント[40][41]

2024年
- 3月　日本マクドナルド『サムライマック』黒板アート制作[42][43]
- 3月　AnimeJapan 2024 『日本テレビ×VAP』ブースにてライブペイント[44]
- 3月　アニメ『ONE PIECE』卒業おめでとうムービー 〜感謝〜編 チョークアート制作[45]
- 4月　Gate J. 東京『チョークアートの世界 河野真弓作品展』第1期[46][47]
- 8月　Gate J. 東京『チョークアートの世界 河野真弓作品展』第2期[48]
- 10月　テレビアニメ『ポケットモンスター』特別企画展 展示[49][50]
- 11月　Gate J. 東京『チョークアートの世界 河野真弓作品展』第3期[51]
- 11月　JRA競馬博物館『キングカメハメハ・コントレイル顕彰馬選定記念展』ライブペイント[52]
- 11月　ヘイルメリーカンパニー 『ヘイルメリーマガジン 2025年1月号 No.104』表紙デザイン[53]

2025年
- 1月　TBS ドラマ『御上先生』学校訪問イベント アート制作[54]
- 4月　キッコーマンソイフーズ『豆乳の学校2025』 アート制作[55][56]
- 4月　イオンモール幕張新都心 『スター・ウォーズ祭り』 アート制作[57]

## 人物
- 便宜上『チョークアーティスト』を名乗っているが、自身は『看板屋』であると考えている[1][4][注釈 3]。
- 元々は「絵は得意ではないし、プロなんてとても無理」と考えていたと語る[4]。
- 活動を始める時は両親の大反対も含め、反対の意見が殆どでそれを押し切る形だったと語る[4]。
- 仕事のターニングポイントを「スクールチョークを使い始めた」と「似顔絵を描き始めた」の2つであると語る[5]。
- お祝い事に人物画を頼まれる事が多くなり、「人脈が広がるきっかけだった」と語る[4]。
- 大きな転機は2017年の『先に生まれただけの僕』のメインビジュアルとライブペイントだったと語る[4]。
- アート制作の方向性は「レトロ感を意識してどの世代にも飽きないデザインを大事にしている」と語る[58]。
- 「クライアントの顔が見えない状態での仕事が辛い」と語り、「顔が見えるクライアントの期待に100％応えるために仕事をしたい」と語る[22]。
- テクノロジーで看板が進化してもチョークアート等の手仕事の看板は「二極化して残る」と考えている[1]。
- 既婚、3児の母[59]。

## 出演

### テレビ
- 『Rの法則』（NHKEテレ、2018年1月10日）[60]
- 『BOOKSTAND.TV』（BS12、2018年2月2日）[58]
- 『ココロのエンジン』（テレビ東京、2018年8月12日）[61]
- 『ヒルナンデス!』（日本テレビ、2018年10月24日）[62]
- 『プレバト!!』（TBS、2021年3月25日）[63]
- 『気づきの扉』（テレビ朝日、2021年10月22日）[64]
- 『プレバト!!』（TBS、2024年3月28日）[65]
- 『うまレボ！』（フジテレビ、2025年1月26日）[66]

## 書籍

### 共著
- 『店頭で使えるチョークアートとタイポグラフィの描き方』パイインターナショナル、2016年12月19日。ISBN 978-4756248350。
- 『別冊ドリル付き ペン1本で描くアート文字 ハンドレタリング』朝日新聞出版、2018年12月7日。ISBN 978-4023332430。